# John Liptrot Hatton
John Liptrot Hatton (Liverpool, 12 d'octubre de 1809 – Kent, 10 de setembre de 1886) fou un compositor, director d'orquestra, pianista i acompanyant de cant anglès.
Després de rebre en la seva ciutat natal les primeres lliçons de música, fixà la seva residència a Londres vers l'any 1832; deu anys després fou nomenat director del teatre Drury Lane, i el 1884 donà en l'Òpera de Viena la seva òpera Pascal Bruns, executada posteriorment a Londres. De retorn a Anglaterra publicà amb el pseudònim de Czapeck una bella col·lecció de cants, fins que el 1848, emprengué un viatge a Amèrica. Posteriorment fou director del Teatre de la Princesa i va compondre la música per a diversos drames de Shakespeare.
Hatton, va compondre, a més, altra música, com l'oratori Ezequies, música d'església, diverses òperes, i, a banda d'això, un sèrie de cants i altres peces que li valgueren una acollida universal.